# Colégio Regent's Park
O Colégio Regent's Park (em inglês:   Regent's Park College) é uma faculdade universitária batista em Oxford (permanent private hall da Universidade de Oxford), Inglaterra, Reino Unido. Ele é afiliado à União Batista da Grã-Bretanha.

## História

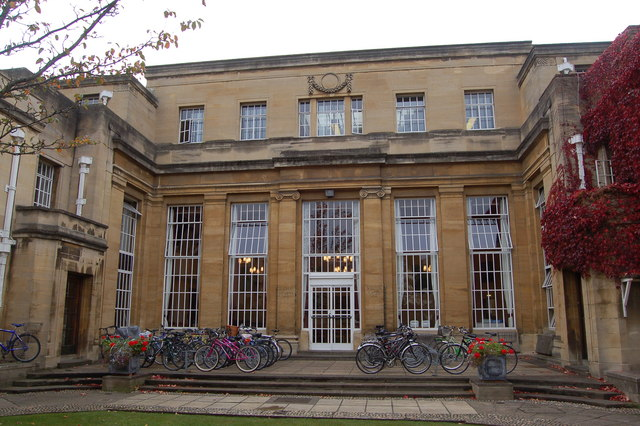
Colégio Regent's Park

A escola tem suas origens na fundação do Colégio Batista, Stepney, no East End de Londres, pela Sociedade de Educação Batista de Londres em 1810. Em 1927 mudou-se para o campus da Universidade de Oxford. Em 1957 tornou-se um salão privado permanente da Universidade de Oxford. 

## Programas
A escola oferece programas em artes, humanidades e teologia evangélica.

## Parceiros
A escola é parceira da União Batista da Grã-Bretanha. 